# Kip Pardue
Kip Pardue, właściwie Kevin Ian Pardue (ur. 23 września 1975 w Atlancie) – amerykański aktor filmowy i model.

## Życiorys

### Wczesne lata
Urodził się w Atlancie. Jego pseudonim artystyczny „Kip” pochodzi od pierwszych liter imion i nazwiska – Kevin Ian Pardue. Kiedy miał jedenaście lat, jego rodzice rozwiedli się i od tego czasu nie spotykał się z ojcem. W 1994 otrzymał dyplom ukończenia Dunwoody High School w Atlancie. W 1998 ukończył studia na Uniwersytecie Yale w New Haven, gdzie był zawodnikiem drużyny futbolowej.

### Kariera
Rozpoczął potem karierę jako model reklamujący ubiory Armaniego, Pola Ralpha Laurena i Abercrombie & Fitch. Pardue został odkryty przez publicystę Molly Ringwald. Swoją przygodę z aktorstwem zapoczątkował udziałem w serialu CBS Siódme Niebo (7th Heaven, 1999) i kinowej komedii romantycznej Cheerleaderka (But I'm a Cheerleader, 1999) z Natashą Lyonne i Michelle Williams. Rok później pojawił się w melodramacie Wszystkie chwyty dozwolone (Whatever It Takes, 2000) z Shane West, Jodi Lyn O’Keefe, Marlą Sokoloff i Jamesem Franco.
Za kreację Ronniego „Sunshine” Bassa w dramacie sportowym Tytani (Remember the Titans, 2000) u boku Denzela Washingtona i Ryana Goslinga otrzymał nominację do nagrody krytyków Sierra w Las Vegas. W 2001 został nazwany przez Armani Exchange jako jeden z „10 najlepszych przyszłych aktorów”. W 2002 w Los Angeles odebrał nagrodę dla Młodego Artysty. 
W jego artystycznym dorobku pojawiły się także takie tytuły jak: Dziwne serca (Strange Hearts, 2001) z udziałem Harry’ego Hamlina, Wyścig (Driven, 2001) z Sylvesterem Stallone i Burtem Reynoldsem, jako utalentowany, lecz jeszcze niedoświadczony kierowca IndyCar, Żyć szybko, umierać młodo (The Rules of Attraction, 2002) z Jamesem Van Der Beek, Kate Bosworth, Cliftonem Collinsem Jr. i Erikiem Szmandą, Trzynastka (Thirteen, 2003) z Evan Rachel Wood i Holly Hunter, Loggerheads (2005) z Chrisem Sarandonem, Cena uczuć (Undiscovered, 2005) z Ashlee Simpson, Carrie Fisher i Stevenem Straitem oraz serial NBC Ostry dyżur (ER, 2006-2007) jako pielęgniarza Bena Parkera. W serialu Dawno, dawno temu (2018) użyczył głosu Chadowi.

## Życie prywatne
Spotykał się z Estellą Warren, Jennifer Love Hewitt i Rose McGowan. 31 października 2018 Departament Policji w Hermosa Beach ogłosił, że prowadzi dochodzenie w sprawie zgłoszenia przestępstwa seksualnego złożonego przez aktorkę Sarah Scott, która twierdziła, że została „wykorzystana seksualnie w pracy” kiedy 16 maja wspólnie kręcili scenę do komedii telewizyjnej Mogulettes (2018), położył jej dłoń na swoim kroczu, a po tym, jak sfilmowali scenę, wezwał ją do swojej garderoby i masturbował się przed nią. Inna aktorka, Andrea Bogart, złożyła przed panelem oświadczenie pod przysięgą, twierdząc, że Pardue onanizował się przed nią w 2014 po scenie z serialu Ray Donovan. 7 lipca 2019 został ukarany grzywną w wysokości 6 tys. dolarów przez hollywoodzki związek Screen Actors Guild po tym, jak został uznany za winnego „poważnego wykroczenia” za masturbowanie się na oczach Scott.

## Filmografia

### Filmy fabularne
- 1999: Cheerleaderka (But I'm a Cheerleader) jako Clayton Dunn
- 2000: Wszystkie chwyty dozwolone (Whatever It Takes) jako Harris
- 2000: Tytani (Remember the Titans) jako Ronnie „Sunshine” Bass
- 2001: Dziwne serca (Strange Hearts) jako Henry
- 2001: Wyścig (Driven) jako Jimmy Bly
- 2002: Żyć szybko, umierać młodo (The Rules of Attraction) jako Victor Johnson
- 2003: Trzynastka (Thirteen) jako Luke
- 2004: Wymyśleni bohaterowie (Imaginary Heroes) jako Matt Travis
- 2005: Loggerheads jako Mark Austin
- 2005: Cena uczuć (Undiscovered) jako Euan Falcon
- 2012: Singielka z L.A. (Slightly Single in L.A.) jako Zach

### Seriale TV
- 1999: Siódme Niebo (7th Heaven)
- 2006: Dr House (House) jako Brent Mason
- 2006-2007: Ostry dyżur (ER) jako Ben Parker
- 2013: Mad Men jako Tim Jablonski
- 2014: Ray Donovan jako Volchek
- 2018: Dawno, dawno temu jako Chad